# 列支敦斯登飲食

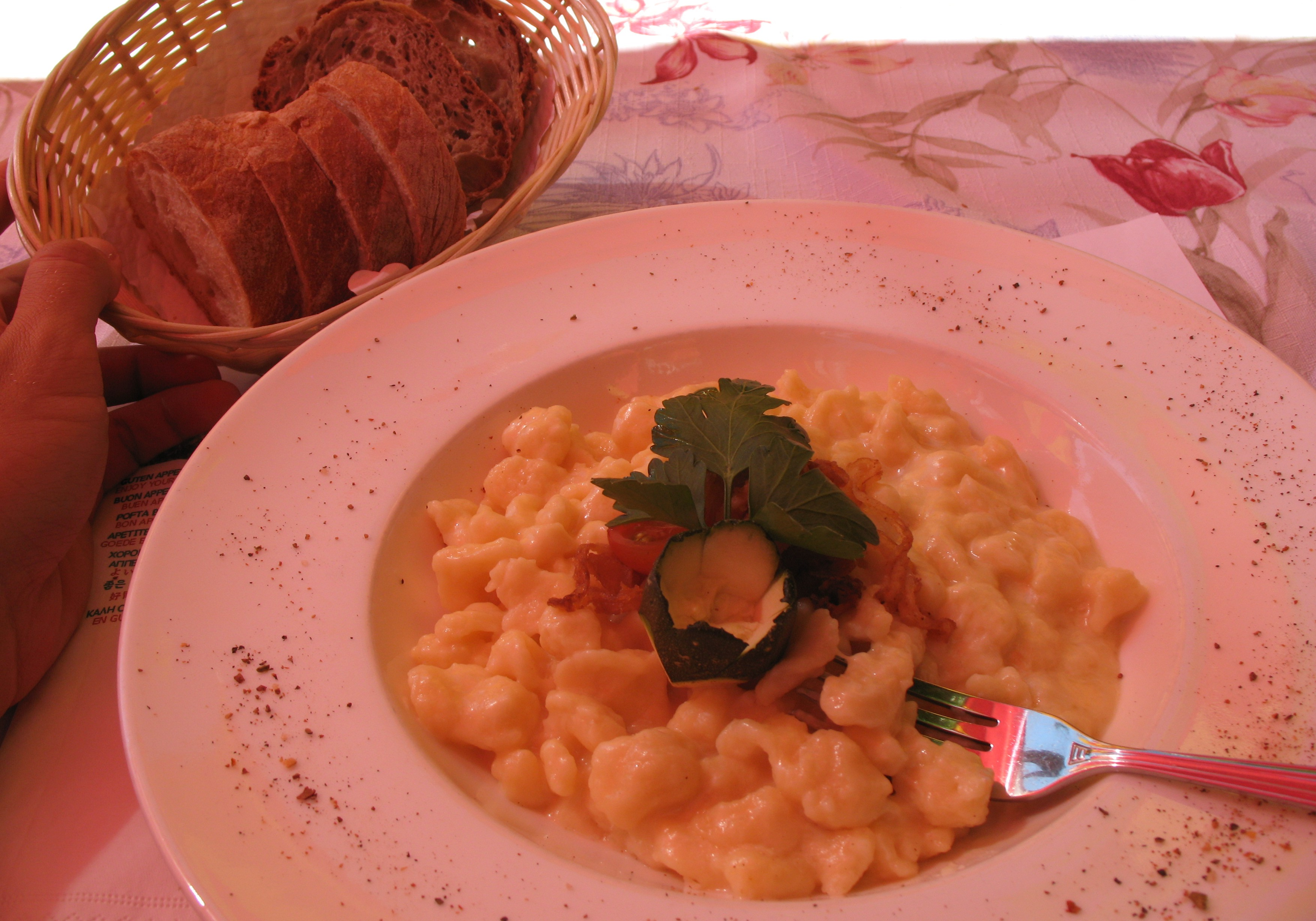
亞力克

列支敦斯登飲食是列支敦斯登的飲食文化。受到附近國家飲食的影響，特别是瑞士和奧地利，也受到中歐料理的影響。奶酪和湯是列支敦斯登料理不可或缺的一部分。由於酪農業的擴張，乳制品在該國的飲食中也很常見。常見的蔬菜有青菜，馬鈴薯和高麗菜。廣泛食用的肉類包括牛肉、雞肉和豬肉。一日三餐的消費是司空見慣的，而且飯菜往往是正式的。

## 常見的食物與料理

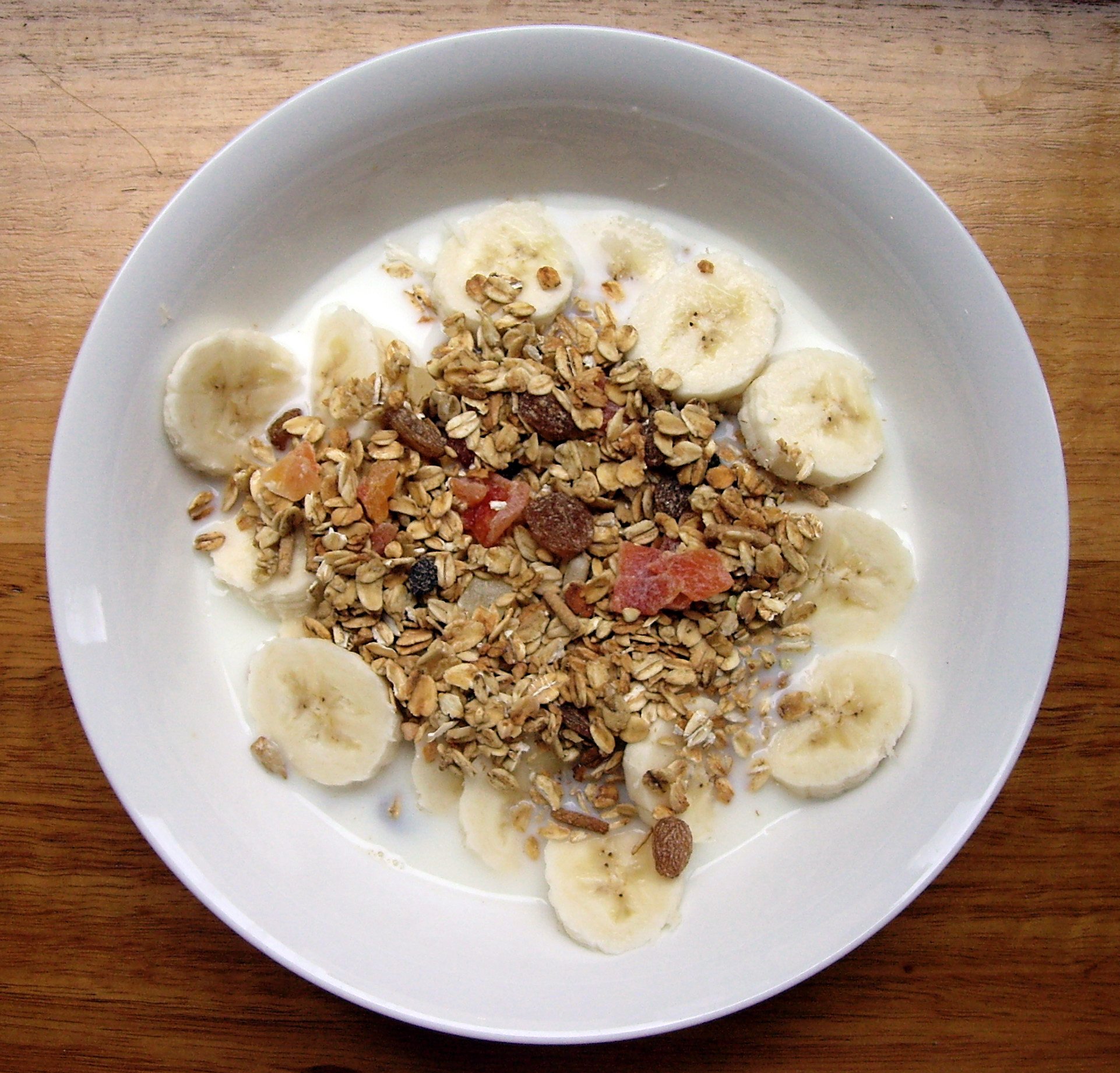
木斯里是列支敦斯登美食中常見的早餐料理

- 經常使用蘆筍
- 麵包[3]
- 哈法拉布 – 火腿或培根和玉米粉餃子湯[4]
- Kasknopfl – 小餃子配奶酪或洋葱[2][5]
- 肝臟
- 麥片 – 未煮熟的燕麥片、水果和浸泡在水或果汁中的堅果
- 糕點
- Ribel – 一種穀物
- 瑞士薯餅[1] – 一種用粗磨碎的油炸馬鈴薯製成的料理。它可能包括使用其他成分的區域差異
- 三明治
- Saukerkas – 列支敦斯登生產的奶酪
- 炸肉排 – 一種用無骨肉用木槌削薄製成的裹麵包屑的吉列
- 熏肉
- Torkarebl – 一種類似於餃子的餬
- 香腸 – 煙熏香腸
- 酸奶

## 常见饮料
- 啤酒[3]
- 可可
- 咖啡
- 牛奶 – 許多列支敦斯登人將其作為飲料飲用
- 酒

- 列支敦斯登葡萄酒

## 進一步閱讀
- Nelson, Kay Shaw. . Hippocrene Books. 2004  [January 31, 2013]. ISBN 0781810582. （原始内容存档于2021-06-08）. –  Includes information about Liechtensteiner cuisine

## 外部連結
维基共享资源上的相關多媒體資源：列支敦斯登飲食